# Ivo Novotný
Ivo Novotný (* 15. listopadu 1935 – 29. září 2020, Třebíč) byl český a československý politik, po sametové revoluci poslanec Sněmovny lidu Federálního shromáždění za Komunistickou stranu Československa, později za KSČM, mimo politickou kariéru se věnoval výzkumu malých obratlovců primárně v detašovaném pracovišti Ústavu malých obratlovců Akademie Věd ČR ve Studenci.

## Biografie
Ve volbách roku 1990 zasedl do Sněmovny lidu (volební obvod Jihomoravský kraj) jako bezpartijní za KSČ (KSČS), která v té době byla volným svazkem obou republikových komunistických stran. Po jejím postupném rozvolňování se rozpadla na samostatnou stranu na Slovensku a v českých zemích. V roce 1991 proto Novotný přešel do poslaneckého klubu KSČM. Za KSČM (respektive za koalici Levý blok) obhájil mandát ve volbách roku 1992. Ve Federálním shromáždění setrval do zániku Československa v prosinci 1992.
V senátních volbách na podzim 1996 kandidoval za KSČM do senátu Parlamentu České republiky v obvodu č. 53 - Třebíč, ale získal jen 18,16 % hlasů a neprošel do 2. kola.
Dlouhodobě se angažoval v komunální politice v Třebíči. V komunálních volbách roku 1994 byl zvolen za KSČM do zastupitelstva Třebíče a mandát obhájil i v komunálních volbách roku 1998 a komunálních volbách roku 2002. V komunálních volbách roku 2006 kandidoval, ale nebyl zvolen. Uvádí se jako důchodce, k roku 2006 jako podnikatel.